# Caleb (Buffy the Vampire Slayer)
Caleb es un personaje ficticio interpretado por Nathan Fillion en la serie de televisión Buffy the Vampire Slayer creado por Joss Whedon. El personaje es un sádico sociópata con un odio patológico a las mujeres.
Según Whedon, el personaje fue introducido porque la naturaleza no corporal del Primer Mal "significaba que en realidad no teníamos nada para empujar en contra. Necesitábamos... un compañero. Alguien físico que podemos ver en el episodio a episodio." Whedon le describe como "el más espeluznante sacerdote", añadiendo que, "él es el más descarado misógino que hemos tenido desde, bueno, desde el año pasado, con Warren."

## Biografía del personaje
Antes de convertirse en la mano derecha del Primer Mal, Caleb fue un sacerdote caído en desgracia y un asesino en serie responsable de la muerte de al menos dos chicas, a quienes atrajo con sus sermones agitados y su encanto masculino.
A pesar de que no aparece hasta el último de los cinco episodios de la serie, el personaje se revela como uno de los principales motores para los eventos de la séptima temporada. En un esfuerzo por eliminar todas las amenazas para el resurgimiento del Primer Mal, dirige a hordas de Portadores para asesinar sistemáticamente a las cazadoras potenciales de todo el mundo. También ordena el bombardeo de la Sede del Consejo de Vigilantes en Londres, causando la muerte de Quentin Travers y todos los Vigilantes y de los Operarios del Consejo presentes, y ordenó a los presos de la cárcel de Los Ángeles atacar a Faith en prisión.
En el episodio de "Dirty Girls", el personaje asesina a dos cazadoras potenciales (Siendo la primera Molly; una de las primeras potenciales en aparecer en la serie) y sin esfuerzos derrota a Buffy, Faith, y Spike. Antes de que la Scooby Gang se retire, deja tuerto a Xander en su ojo izquierdo.
El personaje muere en los dos últimos episodios de la serie. En "End of Days" y "Chosen", Buffy, con la asistencia del recién llegado Ángel, mata a Caleb en una lucha final. Con Ángel observando, Buffy atraviesa el abdomen de Caleb con la Guadaña, aparentemente matándolo. Para su descarga, Caleb es revivido con otra fuente de transfusión del Primer Mal y de inmediato deja a Ángel inconsciente con un golpe devastador. Buffy y Caleb reanudan su lucha en la que Buffy corta por la mitad a Caleb, desde su entrepierna hasta su torso, matándole.

## Poderes y habilidades
El personaje de Caleb es un villano con una amenaza física (en contraste con la no corpórea del Primer Mal), y un reconocible contrapeso, para Buffy y sus aliados.
El cuerpo del personaje sirve como recipiente para el poder sobrehumano del no corpóreo Primer Mal. El Primero lo hace el comandante de la campaña de la carnicería y el caos. A Caleb le gusta recrear sus asesinatos haciendo al Primero tomar la forma de las chicas que mató, así él puede "matar de nuevo." Con la excepción de Glory, la fuerza de Caleb fuerza y sus cualidades hacen insignificantes a los anteriores adversarios de Buffy (aunque Dark Willow fue muy fuerte, posiblemente la más fuerte de las oponentes). Cuando canaliza el poder del Primer Mal, posee una inmensa fuerza física y durabilidad, muy superior a la de la mayoría de los vampiros, demonios y Seres. Sin esfuerzo derrota el poder combinado de Buffy, Faith, y Spike en su primer encuentro. Para mantener este poder, Caleb debe combinarse con el Primero para recargarse después de largos periodos de tiempo. El poder de transfusiones de El Primero también permite a Caleb la capacidad de volver de la muerte, mientras su cuerpo aún está intacto.

## Creencias
El carácter periódicamente ofrece citas cuasi-bíblicas, incluso haciendo con frecuencia alusiones a su creencia de que el Primer Mal es realmente Dios, o incluso superior a Dios. Cuando El Primero, en la forma de Buffy, le pregunta si él cree que es Dios, Caleb responde que él cree que El Primero está más allá de esa definición. El personaje cita más a menudo el Antiguo Testamento, que el Nuevo Testamento. Cuando se le preguntó sobre el carácter religioso de las conexiones, Whedon dijo, "no voy en contra de los sacerdotes. Este hombre claramente no es uno."

## Escritura y actuación
- Caleb fue referido por los escritores de Buffy como "El Segundo", " una referencia al apodo de su jefe, "El Primero".[3]

## Apariciones
Caleb aparece en:
Buffy the Vampire Slayer
Caleb apareció como invitado en 5 episodios:
- Temporada 7 – "Dirty Girls"; "Empty Places"; "Touched"; "End of Days"; "Chosen"

Buffy the Vampire Slayer: Octava Temporada
Caleb apareció en un sueño en el e-cómic "Always Darkest".